# チュランディ・マルティナ
チュランディ・マルティナ（'Churandy Martina、1984年7月3日 - ）は、オランダの男子陸上競技選手、専門は短距離走。2010年10月のオランダ領アンティル解体までは同所属。マルティナの自己記録は100mが2012年8月ロンドンオリンピック準決勝で記録した9秒91、200mが2016年8月ローザンヌで開催されたIAAFダイヤモンドリーグアスレティッシマで記録した19秒81であり、これらの記録はそれぞれオランダの国内記録である。身長178cm、体重74kg
100ｍは追い風参考記録ながら9秒76も記録している。

## 経歴

### 2007年まで
マルティナは1984年キュラソー島に生まれた。1999年初めて国際大会となる世界ユース陸上競技選手権大会100mに出場し準決勝進出の成績を残した。2000年と2002年の世界ジュニア陸上競技選手権大会にも出場したが結果を残すことはできなかった。2002年ブラジル・ベレンで開催された南アメリカ競技大会100mにおいて優勝、これが初めて得た国際大会のタイトルとなった。
2003年に100mの自己記録を10秒29まで伸ばし、6月にセントジョージズで開催された中央アメリカ・カリブ海陸上競技選手権大会にオランダ領アンティル代表として出場した。また8月のパンアメリカン競技大会100mにも出場し準決勝に進出した。8月24日には世界陸上競技選手権パリ大会100mにおいて初の世界選手権出場を果たしたが、モーリス・グリーンと同組の1次予選8組5着（10秒35）となり敗退した。
2004年8月アテネオリンピックにオランダ領アンティル選手団3人のうちの1人として、自身初のオリンピック出場を果たした。開会式では母国選手団の旗手を務めた。5月サントドミンゴで開催された競技会において自己記録を0秒16短縮する10秒13を記録するなど、2004年はマルティナにとって記録を大きく向上させた年となった。
2005年中央アメリカ・カリブ海陸上競技選手権大会では100mで3位に入り銅メダルを獲得したほか、4×100mリレーでオランダ領アンティルチームのアンカーとして銀メダルを獲得した。またチームはオランダ領アンティル記録を更新した。世界陸上競技選手権ヘルシンキ大会4×100mリレーではチームの決勝進出に貢献し、6位入賞の成績を残すとともに国内記録を38秒45に更新させた。男子100mにも出場したがこちらは2次予選敗退の結果に終わった。
2006年4月、エルパソで開催された競技会において100mの自己記録を10秒04に更新した。7月、中央アメリカ・カリブ海競技大会に出場し、100mでは10秒06の大会新記録を樹立して優勝した。4×100mリレーでもチームを優勝へ導き、2つめの金メダルを獲得した。
2007年6月、マルティナはパンアメリカン競技大会100mで大会記録タイの10秒06を記録して優勝した。8月、世界陸上競技選手権大阪大会では100m、200mともに決勝に進出し、いずれも5位の成績を残した。9月22日、IAAFワールドアスレチックファイナル100mに出場し6位となり、この年の競技を終えた。

### 2008年北京オリンピック
2008年8月、マルティナは北京オリンピック開会式で2度目の母国選手団旗手を務めた。100m2次予選では初めて10秒の壁を突破する9秒99を記録し、同種目のオランダ領アンティル記録を更新した。準決勝をアサファ・パウエル、リチャード・トンプソンに次ぐ3着で通過し、この時同国国内記録を9秒94に短縮した。決勝ではウサイン・ボルト、トンプソン、ウォルター・ディックスに次ぐ4着。メダルに届かなかったものの決勝では9秒93の記録を残し、この大会で3度国内記録を更新する走りを残した。
2008年8月20日、マルティナは200m決勝で19秒82を記録してボルトに次ぐ2位に入った。これはオランダ領アンティル記録の更新、また1988年ソウルオリンピック男子セーリング競技銀メダリストジャン・ボーアスマ（en）以来となる同国2つめのオリンピックメダル獲得かと思われた。しかし、決勝の1時間後レーン侵害の違反があったとしてマルティナは失格とされた。当初3位に入ったウォーレス・スピアモンが走行中に内側のレーンに侵入したとして、レース直後に失格となった。アメリカ合衆国陸連がスピアモンに関する決定を不服として抗議し、その時映像を確認してマルティナが同様の違反を犯していることに気がついた。アメリカ合衆国陸連はマルティナに対する異議を有利に進めるために、スピアモンに関する抗議を取り下げた。これらの結果、ショーン・クロフォード、ウォルター・ディックスの2人のアメリカ合衆国選手がそれぞれ2位と3位に繰り上がりメダルを獲得した。
しかし8月24日、オランダ領アンティルはアメリカ側の抗議がIAAFの規約が定める結果発表後の30分以内に行なわれたものでなかったとして、またオランダ領アンティル側が所有する非公式映像によるとレーン侵害がなかったとして、マルティナの失格を無効にするようスポーツ仲裁裁判所に提訴した。2008年8月28日、銀メダルを獲得したショーン・クロフォードはスポーツマンシップを示してメダルをマルティナに贈ったが、マルティナも同様の精神を示して受け取ろうとせず、後にクロフォードのもとへとメダルを返した。2009年3月6日、スポーツ仲裁裁判所はオランダ領アンティルの訴えを棄却した。

### 2009年から
2009年6月1日、オランダ・ヘンゲロで開催されたファニー・ブランカー＝クン・ゲームズにおいて4度目の9秒台となる9秒97を記録した。
8月15日、世界陸上競技選手権ベルリン大会では100m2次予選でダニエル・ベイリー、ウサイン・ボルトと同組の5組4着に終わり、北京オリンピックほどの活躍を示すことはできなかった。9月12日、テッサロニキで開催されたIAAFワールドアスレチックファイナル100mに出場し10秒20の記録で6位となった。
2010年7月26日、中央アメリカ・カリブ海競技大会100mではダニエル・ベイリー以下を退け、自身の大会記録に0秒01と迫る10秒07を記録して優勝した。2011年の世界陸上競技選手権大会は100mで準決勝3組6着、200mは準決勝DNSだった。2012年6月、ヨーロッパ陸上競技選手権大会200mで優勝、7月1日の4×100m決勝でも第2走者を務めてオランダの優勝と国内新記録樹立を達成した。
その他、2006年6月13日にエルパソで開催された競技会100mにおいて追い風参考記録ながら9秒76（+6.1 m/s）を記録したことがある。また2008年11月14日、レーワルデンで開催されたドミノ・デーに参加して倒れゆくドミノと30メートル競走を行ない、これを追い抜いたことがある。

## 主な戦績
| 年                   | 大会                                     | 開催地               | 順位                 | 種目                 | 記録                 | 備考                     |
| オランダ領アンティル | オランダ領アンティル                     | オランダ領アンティル | オランダ領アンティル | オランダ領アンティル | オランダ領アンティル | オランダ領アンティル     |
| -------------------- | ---------------------------------------- | -------------------- | -------------------- | -------------------- | -------------------- | ------------------------ |
| 1999                 | 世界ユース陸上競技選手権大会             | ブィドゴシュチュ     | 準決勝               | 100m                 | 11秒12 (-0.6)        |                          |
| 1999                 | 世界ユース陸上競技選手権大会             | ブィドゴシュチュ     | 予選                 | 走幅跳               | DNS                  |                          |
| 2000                 | 世界ジュニア陸上競技選手権大会           | サンティアゴ         | 1次予選              | 100m                 | 10秒77 (+0.8)        |                          |
| 2000                 | 世界ジュニア陸上競技選手権大会           | サンティアゴ         | 失格                 | 200m                 | DQ                   | 1次予選                  |
| 2002                 | 世界ジュニア陸上競技選手権大会           | キングストン         | 2次予選              | 100m                 | 10秒52 (+2.6)        |                          |
| 2002                 | 南アメリカ競技大会                       | ベレン               | 優勝                 | 100m                 | 10秒42               |                          |
| 2002                 | 南アメリカ競技大会                       | ベレン               | 2位                  | 200m                 | 20秒81               |                          |
| 2003                 | パンアメリカンジュニア陸上競技選手権大会 | ブリッジタウン       | 優勝                 | 100m                 | 10秒33 (0.0)         |                          |
| 2003                 | パンアメリカンジュニア陸上競技選手権大会 | ブリッジタウン       | 6位                  | 200m                 | 20秒84 (0.0)         |                          |
| 2003                 | 世界陸上競技選手権大会                   | パリ                 | 1次予選              | 100m                 | 10秒35 (-0.6)        |                          |
| 2004                 | オリンピック                             | アテネ               | 2次予選              | 100m                 | 10秒24 (0.0)         |                          |
| 2005                 | 中央アメリカ・カリブ海陸上競技選手権大会 | ナッソー             | 3位                  | 100m                 | 10秒10 (+1.9)        | オランダ領アンティル記録 |
| 2005                 | 中央アメリカ・カリブ海陸上競技選手権大会 | ナッソー             | 決勝                 | 200m                 | DNS                  |                          |
| 2005                 | 中央アメリカ・カリブ海陸上競技選手権大会 | ナッソー             | 2位                  | 4×100mR              | 38秒92 (4走)         | オランダ領アンティル記録 |
| 2005                 | 世界陸上競技選手権大会                   | ヘルシンキ           | 2次予選              | 100m                 | 10秒48 (-1.2)        |                          |
| 2005                 | 世界陸上競技選手権大会                   | ヘルシンキ           | 6位                  | 4×100mR              | 38秒45 (4走)         | オランダ領アンティル記録 |
| 2006                 | 中央アメリカ・カリブ海競技大会           | カルタヘナ           | 優勝                 | 100m                 | 10秒06 (+0.6)        | 大会記録                 |
| 2006                 | 中央アメリカ・カリブ海競技大会           | カルタヘナ           | 優勝                 | 4×100mR              | 39秒29 (4走)         |                          |
| 2007                 | パンアメリカン競技大会                   | リオ・デ・ジャネイロ | 優勝                 | 100m                 | 10秒15 (+1.0)        |                          |
| 2007                 | パンアメリカン競技大会                   | リオ・デ・ジャネイロ | 6位                  | 4×100mR              | 39秒83 (4走)         |                          |
| 2007                 | 世界陸上競技選手権大会                   | 大阪                 | 5位                  | 100m                 | 10秒08 (-0.5)        |                          |
| 2007                 | 世界陸上競技選手権大会                   | 大阪                 | 5位                  | 200m                 | 20秒28 (-0.8)        |                          |
| 2007                 | IAAFワールドアスレチックファイナル       | シュトゥットガルト   | 6位                  | 100m                 | 10秒23 (-0.3)        |                          |
| 2008                 | オリンピック                             | 北京                 | 4位                  | 100m                 | 9秒93 (0.0)          | オランダ領アンティル記録 |
| 2008                 | オリンピック                             | 北京                 | 失格                 | 200m                 | DQ                   | 決勝                     |
| 2009                 | 世界陸上競技選手権大会                   | ベルリン             | 2次予選              | 100m                 | 10秒19 (+0.1)        |                          |
| 2009                 | 世界陸上競技選手権大会                   | ベルリン             | 1次予選              | 200m                 | DNS                  |                          |
| 2009                 | IAAFワールドアスレチックファイナル       | テッサロニキ         | 6位                  | 100m                 | 10秒20 (-0.2)        |                          |
| 2010                 | 世界室内陸上競技選手権大会               | ドーハ               | 準決勝               | 60m                  | 6秒65                |                          |
| 2010                 | 中央アメリカ・カリブ海競技大会           | マヤグエス           | 優勝                 | 100m                 | 10秒07 (+0.7)        |                          |
| 2010                 | 中央アメリカ・カリブ海競技大会           | マヤグエス           | 優勝                 | 200m                 | 20秒25 (0.0)         | 大会記録                 |
| 2010                 | 中央アメリカ・カリブ海競技大会           | マヤグエス           | 3位                  | 4×100mR              | 38秒82 (4走)         |                          |
| 2010                 | IAAFコンチネンタルカップ                 | スプリト             | 2位                  | 200m                 | 20秒47 (+0.2)        |                          |
| 2010                 | IAAFコンチネンタルカップ                 | スプリト             | 優勝                 | 4×100mR              | 38秒25 (4走)         | アメリカ大陸代表         |
| オランダ             |                                          |                      |                      |                      |                      |                          |
| 2011                 | 世界陸上競技選手権大会                   | 大邱                 | 準決勝               | 100m                 | 10秒29 (-0.8)        |                          |
| 2011                 | 世界陸上競技選手権大会                   | 大邱                 | 準決勝               | 200m                 | DNS                  |                          |
| 2012                 | ヨーロッパ陸上競技選手権大会             | ヘルシンキ           | 優勝                 | 200m                 | 20秒42 (-0.9)        |                          |
| 2012                 | ヨーロッパ陸上競技選手権大会             | ヘルシンキ           | 優勝                 | 4×100mR              | 38秒34 (2走)         | オランダ記録             |
| 2012                 | オリンピック                             | ロンドン             | 6位                  | 100m                 | 9秒94 (+1.5)         |                          |
| 2012                 | オリンピック                             | ロンドン             | 5位                  | 200m                 | 20秒00 (+0.4)        |                          |
| 2012                 | オリンピック                             | ロンドン             | 6位                  | 4×100mR              | 38秒39 (2走)         |                          |
| 2013                 | 世界陸上競技選手権大会                   | モスクワ             | 準決勝               | 100m                 | 10秒09 (+0.1)        |                          |
| 2013                 | 世界陸上競技選手権大会                   | モスクワ             | 7位                  | 200m                 | 20秒35 (0.0)         |                          |
| 2013                 | 世界陸上競技選手権大会                   | モスクワ             | 5位                  | 4×100mR              | 38秒37 (2走)         |                          |
| 2014                 | 世界リレー                               | ナッソー             | B決勝                | 4×100mR              | DNF (2走)            |                          |
| 2014                 | ヨーロッパ陸上競技選手権大会             | チューリッヒ         | 準決勝               | 100m                 | 10秒34 (+0.6)        |                          |
| 2014                 | ヨーロッパ陸上競技選手権大会             | チューリッヒ         | 4位                  | 200m                 | 20秒37 (-1.6)        |                          |
| 2014                 | ヨーロッパ陸上競技選手権大会             | チューリッヒ         | 5位                  | 4×100mR              | 38秒60 (2走)         |                          |
| 2015                 | 世界リレー                               | ナッソー             | 7位 (B)              | 4×100mR              | 39秒41 (2走)         |                          |
| 2015                 | 世界陸上競技選手権大会                   | 北京                 | 準決勝               | 100m                 | 10秒09 (-0.4)        |                          |
| 2015                 | 世界陸上競技選手権大会                   | 北京                 | 準決勝               | 200m                 | 20秒20 (+0.4)        |                          |
| 2016                 | 世界室内陸上競技選手権大会               | ポートランド         | 予選                 | 60m                  | 6秒67                |                          |
| 2016                 | ヨーロッパ陸上競技選手権大会             | アムステルダム       | 優勝                 | 100m                 | 10秒07 (0.0)         |                          |
| 2016                 | ヨーロッパ陸上競技選手権大会             | アムステルダム       | 失格                 | 200m                 | DQ                   | 決勝                     |
| 2016                 | ヨーロッパ陸上競技選手権大会             | アムステルダム       | 4位                  | 4×100mR              | 38秒57 (2走)         |                          |
| 2016                 | オリンピック                             | リオデジャネイロ     | 予選                 | 100m                 | 10秒22 (-1.5)        |                          |
| 2016                 | オリンピック                             | リオデジャネイロ     | 5位                  | 200m                 | 20秒13 (-0.5)        |                          |
| 2018                 | ヨーロッパ選手権                         | ベルリン             | 6位                  | 100m                 | 10秒16 (0.0)         |                          |
| 2018                 | ヨーロッパ選手権                         | ベルリン             | 5位(sf)              | 200m                 | 20秒51               |                          |
| 2018                 | ヨーロッパ選手権                         | ベルリン             | 3位                  | 4x100mR              | 38秒03 (2走)         |                          |
| 2018                 | IAAFコンチネンタルカップ                 | オストラヴァ         | 7位                  | 100m                 | 10秒36 (0.0)         |                          |

### 記録
| 種目  | 記録          | 年月日        | 場所               | 備考         |
| 屋外  | 屋外          | 屋外          | 屋外               | 屋外         |
| ----- | ------------- | ------------- | ------------------ | ------------ |
| 100m  | 9秒91 (+0.7)  | 2012年8月5日  | ロンドン           | オランダ記録 |
| 200m  | 19秒81 (+0.4) | 2016年8月25日 | ローザンヌ         | オランダ記録 |
| 400m  | 46秒13        | 2007年3月31日 | エルパソ           |              |
| 400mR | 37秒91        | 2019年10月4日 | ドーハ             | オランダ記録 |
| 室内  |               |               |                    |              |
| 60m   | 6秒58         | 2010年2月06日 | シュトゥットガルト |              |
| 200m  | 21秒54        | 2006年2月4日  | リンカーン         |              |

## 参考資料・外部リンク
- チュランディ・マルティナ - ワールドアスレティックスのプロフィール（英語）
- チュランディ・マルティナ - Olympedia（英語）
- churandymartina.com